# Мумуни, Абдул
Абдул Мумуни Амаду Даранкум (фр. Abdoul Moumouni Amadou Darankoum; род. 7 августа 2002) — нигерский футболист, полузащитник национальной сборной Нигера.

## Клубная карьера

### «Национальная жандармерия»
Начал карьеру футболиста в 2018 году в клубе «Национальная жандармерия», выступающем в чемпионате Нигера. В сезоне 2020/21 провёл четыре игры в Кубке Конфедерации КАФ. Вместе с клубом стал победителем чемпионата сезона 2020/2021, а также обладателем Кубка Нигера.

### «Шериф»
30 августа 2021 года, после успешного прохождения просмотра, заключил контракт с тираспольским «Шерифом». Дебютировал за клуб 16 октября 2021 года в матче против клуба «Сфынтул Георге», выйдя на замену в начале второго тайма. В своём дебютном сезоне за клуб закрепиться в основной команде у футболиста не вышло, однако по итогу сезона стал победителем Национального Дивизиона и обладателем Кубка Молдавии.
Летом 2022 года тренировался с основной командой клуба. Первый свой матч сыграл 21 августа 2022 года в против клуба «Бэлць». В сентябре 2022 года вместе с клубом отправился на матч Лиги Европы УЕФА против клуба кипрского клуба «Омония». Однако по итогам группового этапа футболист на турнире так и не дебютировал. 

## Карьера в сборной
Вызывался в стан сборной Нигера до 20 лет на Кубок африканских наций 2019, однако на турнире не сыграл. В составе национальной сборной Нигера дебютировал 22 сентября 2019 года в матче против Кот-д’Ивуара (2:0). 

## Достижения
«Национальная жандармерия»
- Победитель Чемпионата Нигера: 2020/21
- Обладатель Кубка Нигера: 2020/21

 «Шериф»
- Чемпион Молдовы (2): 2021/22, 2022/23
- Обладатель Кубка Молдовы (2): 2021/22, 2022/23